# Theo Simon
Theo Simon (* 16. April 1947 in Rothenberga; † 15. Februar 2025 in Fichtenberg) war ein deutscher Geologe. Er war in leitender Funktion am geologischen Landesamt in Stuttgart und später in Freiburg mit der geologischen Landesaufnahme von Baden-Württemberg betraut.

## Leben und Werk
Simon war zunächst Vermessungstechniker und studierte Geodäsie an der Fachhochschule Stuttgart (Diplom-Ingenieur 1971). Danach studierte er Geologie und Paläontologie an der Universität Stuttgart mit dem Diplom-Abschluss 1975. Er wurde dort 1980 mit der Dissertation Hydrogeologische Untersuchungen im Muschelkalk-Karst von Hohenlohe promoviert und arbeitete dann als Geologe mit Werkverträgen für die Regionalverband Nord-Württemberg, die Landeswasserversorgung und die Stadt Stuttgart. 1981 wurde er Geologe im staatlichen geologischen Dienst von Baden-Württemberg zunächst in der Abteilung Ingenieurgeologie und ab 1983 in der Hydrogeologie. Ab 1995 war er in leitender Funktion am (1998 aufgelösten und im Zug einer Verwaltungsreform dem Regierungspräsidium Freiburg zugeordneten) Landesamt für Geologie, Rohstoffe und Bergbau und zuständig für die geologische Landesaufnahme. 1995 wurde er Honorarprofessor an der Universität Stuttgart. 2010 ging er in den Ruhestand und wohnte in Fichtenberg.
Simon befasste sich besonders mit der regionalen Geologie von Baden-Württemberg (auch Hydrogeologie, Salzvorkommen) und insbesondere der Trias und dem Perm. Er war Vorsitzender der Subkommission Perm-Trias der Deutschen Stratigraphischen Kommission.
Er veröffentlichte auch Werke über regionale Geologie in Baden-Württemberg für breites Publikum, arbeitet mit Sammlern zusammen und organisierte regelmäßig geologische Wanderungen.
Seit 2013 war er Vorsitzender der Gesellschaft für Naturkunde in Württemberg und seit 2019 einer der stellvertretenden Vorsitzenden. Außerdem war er Mitglied des Arbeitskreises Geologie und Paläontologie im Museums- und Kulturverein Kirchberg an der Jagst. Simon befasste sich auch mit Geologie-Geschichte.

## Ehrungen
Für 2020 wurde Simon die Serge-von-Bubnoff-Medaille zugesprochen.
Im November 2024 erhielt Simon die Ehrenmitgliedschaft der Gesellschaft für Naturkunde in Württemberg.

## Schriften
- Erdfälle im Muschelkalkkarst der westlichen Hohenloher Ebene zwischen Kocher und Jagst, Geologisches Jahrbuch A, Band 56, 1980
- mit Hans Hagdorn: Geologie und Landschaft des Hohenloher Landes, 2. Auflage, Thorbecke 1988
- mit Hans Hagdorn, J. Szulc: Muschelkalk. A field guide, Goldschneck-Verlag, Korb 1991.
- Salz und Salzgewinnung im nördlichen Baden-Württemberg: Geologie, Technik, Geschichte, Thorbecke 1992
- Die Geschichte des Muschelkalkkarst-Aquifersystems im nördlichen Baden-Württemberg, Geologisches Jahrbuch C, Band 66, 1999
- mit W. Hansch (Herausgeber): Das Steinsalz aus dem Mittleren Muschelkalk Südwestdeutschlands, Museo, Band 20, 2003
- mit Herbert Schüßler[5]: Aus Holz wird Stein. Kieselhölzer aus dem Keuper Frankens, Geologischer und Archäologischer Arbeitskreis im Kirchberger Museums- und Kulturverein (MKV), Bergatreute: Eppe Verlag 2007
- mit Hans Hagdorn: Der Muschelkalk in der Stratigraphischen Tabelle von Deutschland 2002, Newsl. Stratigr., 41, 2005, S. 143–158 (ESTD[6] 11)
- mit Manfred Menning, Reinhard Gast, Hans Hagdorn, Karl-Christian Käding, Michael Szurlies, Edgar Nitsch: Zeitskala für Perm und Trias in der Stratigraphischen Tabelle von Deutschland 2002, zyklostratigraphische Kalibrierung der höheren Dyas und Germanischen Trias und das Alter der Stufen Roadium bis Rhaetium, Newsletters on Stratigraphy, 41, 2005, S. 173–210 (ESTD 13)
- mit Otto F. Geyer, Manfred Gwinner, Matthias Geyer, Edgar Nitsch: Geologie von Baden-Württemberg. 5. Auflage, 627 S., Schweizerbart, Stuttgart 2011, ISBN 978-3-510-65267-9 (Neubearbeitung des Geyer-Gwinner)
- mit Herbert Schüßler, Manfred Warth: Entstehung, Schönheit und Rätsel der Hohenloher Feuersteine, Geologischer und Archäologischer Arbeitskreis im Kirchberger Museums- und Kulturverein (MKV), 1999, 3. Auflage, Bergatreute: Eppe Verlag 2014
- Herausgeber: Gedenkband Walter Carlé, Stuttgart: Gesellschaft für Naturkunde in Württemberg e.V.,  2013